# Kaltenbach (Tyrol)
Kaltenbach – gmina w Austrii, w kraju związkowym Tyrol, w powiecie Schwaz. Według Austriackiego Urzędu Statystycznego  liczyła 1271 mieszkańców (1 stycznia 2015).